# Vaartkapoen
Le Vaartkapoen – rzeźba uliczna autorstwa belgijskiego rzeźbiarza Toma Frantzena umieszczona na placu Sainctelette w brukselskiej dzielnicy Molenbeek-Saint-Jean w 1985 roku.
Rzeźba przedstawia łotra wychodzącego z kanału, który łapie za nogę naturalnej wielkości brukselskiego policjanta. Przedstawiony policjant reprezentuje agenta numer 15, z serii komiksów Quick i Flupke belgijskiego rysownika Hergégo. Rzeźba jest zainspirowana innymi figurkami Manneken Pis (głównym symbolem miasta), Jeanneke Pis oraz innymi rzeźbami Toma Frantzena – Zinneke Pis czy Madame Chapeau.

## Galeria

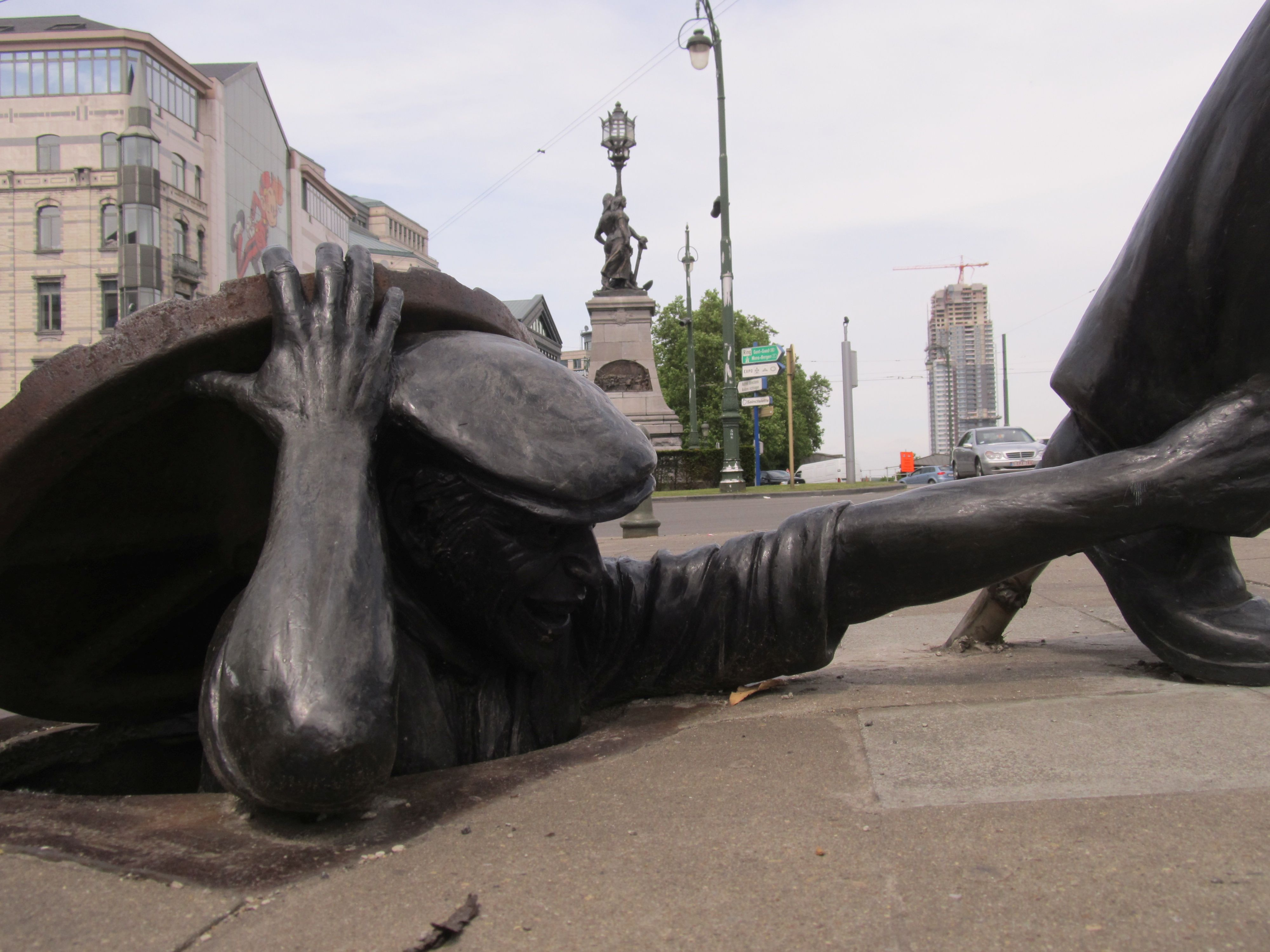
Łotr
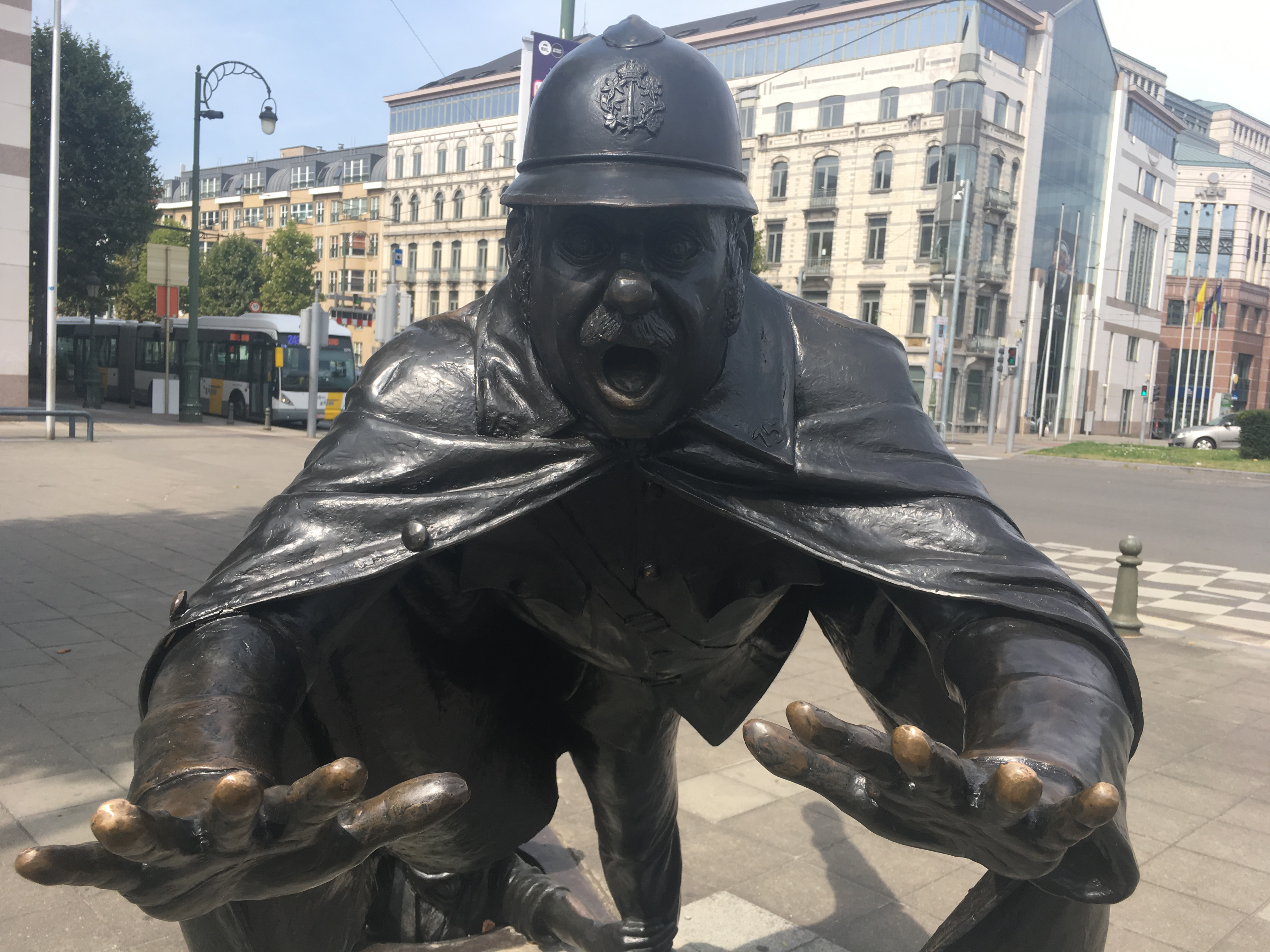
Policjant